# Norra Haga
Norra Haga (fi. Pohjois-Haaga) är en stadsdel med järnvägsstation och utgör en del av Haga distrikt i Helsingfors stad. 
Norra Haga, liksom Södra Haga, består av höghusbebyggelse från 1950- och 1960-talen. Järnvägsstationen Norra Haga på Mårtensdalsbanan ligger officiellt i stadsdelen Lassas och öppnade år 1975. Mellan Norra och Södra Haga ligger Hoplax station. 

## Historia
För områdets historia före 1946, se historieavsnittet i artikeln om Haga. 